# TACACS+
TACACS+ (acrónimo de Terminal Access Controller Access Control System, en inglés ‘sistema de control de acceso del controlador de acceso a terminales’) es un protocolo de autenticación remota que se usa para gestionar el acceso (proporciona servicios separados de autenticación, autorización y registro) a servidores y dispositivos de comunicaciones. 
TACACS+ está basado en TACACS, pero, a pesar de su nombre, es un protocolo completamente nuevo e incompatible con las versiones anteriores de TACACS.
- Datos: Q2415512